# James Melvill van Carnbée
báró James Arnaud Henri Louis Melvill van Carnbée (Hága, 1867. augusztus 11. – Utrecht, 1944. január 4.) ír származású holland olimpiai bronzérmes vívó, sportvezető, katonatiszt, nemes.
Az 1906. évi nyári olimpiai játékokon, Athénban indult, amit később nem hivatalos olimpiává nyilvánított a Nemzetközi Olimpiai Bizottság. Ezen az olimpián négy vívószámban indult: párbajtőrvívásban, kardvívásban és háromtalálatos kardvívásban helyezés nélkül zárt. Csapat kardvívásban bronzérmes lett.
Klubcsapata a Koninklijke Officiers Schermbond volt. A holland flottánál volt tiszt. A Holland Katonai Torna Iskola és a Holland Amatőr Vívó Szövetséget is vezette.